# Paragoniochernes lamellatus
Paragoniochernes lamellatus är en spindeldjursart som först beskrevs av Albert Tullgren 1907.  Paragoniochernes lamellatus ingår i släktet Paragoniochernes och familjen Withiidae. Inga underarter finns listade i Catalogue of Life.